# Quatrième Docteur
Le Quatrième Docteur est le surnom donné à la quatrième incarnation du Docteur, personnage central de la série télévisée de science-fiction Doctor Who, produite par la BBC. Il est interprété par Tom Baker.
Selon le Doctor Who Magazine, Baker n'a cédé son titre de Docteur le plus populaire qu'à trois reprises : à Sylvester McCoy en 1990, et à David Tennant en 2006 et 2009. De tous les Docteurs, il est celui qui restera le plus longtemps à l'antenne à ce jour[Quand ?] puisqu'il est présent dans la série de 1974 à 1981 de la saison 12 à 18. Il fera également une apparition dans l'épisode spécial pour les 20 ans de la série The Five Doctors en 1983 à l'aide d'enregistrements inexploités et fait une courte apparition à la fin de l'épisode du 50e anniversaire de la série, The Day of the Doctor, diffusé le 23 novembre 2013.

## Histoire du personnage

### Saison 12 (1974 - 1975)

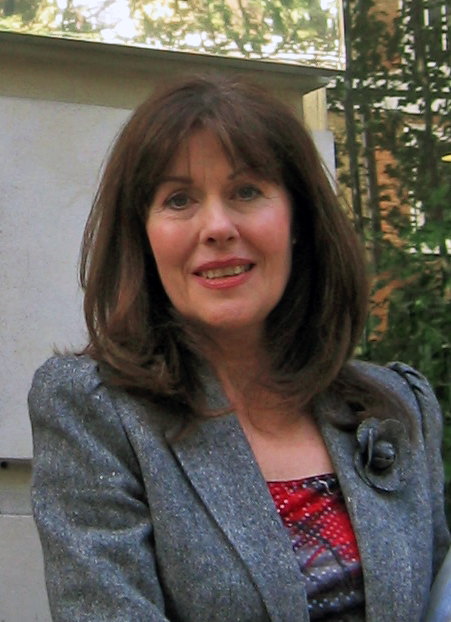
Elisabeth Sladen, l'interprète de Sarah Jane Smith, en 2003.

À la suite des événements de Planet of the Spiders, le Troisième Docteur (Jon Pertwee) se régénère sous le regard ébahi du Brigadier Lethbridge-Stewart et de son assistante et amie Sarah Jane Smith. Il devient ainsi le Quatrième Docteur, incarné par Tom Baker.
Dans Robot, alors qu'il vient à peine de se régénérer, le Docteur tente de fausser compagnie à U.N.I.T. et de quitter la terre à bord de son TARDIS. Mais le Brigadier et Sarah Jane parviennent à le convaincre de rester afin de les aider à enquêter sur le vol de documents top-secrets. Les premières pistes les mènent rapidement à un institut de recherche scientifique, qui abrite une bien étrange machine. À la fin de cet épisode, il invite également Harry Sullivan à le rejoindre avec Sarah Jane dans leurs voyages, ce qu'il accepte.
Les trois personnages principaux ont leur première aventure dans l'épisode suivant, L'Arche dans l'Espace (un des rares épisodes diffusés en VF), dans lequel ils atterrissent sur une station spatiale géante du XXXe siècle, Nerva, chargée de servir d'arche pour des humains qui tentent de fuir la Terre. Ils découvrent alors que cette arche a été sabotée par une étrange mixture verte, le Wirrn. La destruction du vaisseau va conduire le Docteur, Harry et Sarah Jane à se téléporter sur Terre.
Ils arrivent alors sur Terre dans The Sontaran Experiment, l'épisode suivant. Mais ils ne retrouvent pas la Terre qu'ils connaissent : la Terre est déserte. Ils arrivent toutefois à trouver un groupe d'explorateurs, dirigé par un certain Vural. Il s'avère en réalité que ce Vural est sous les ordres du Major Styre, un Sontarien, qui mène des expériences sur les humains. Après la mort du Major Styre, le Docteur, Harry et Sarah Jane tentent de retourner sur Nerva... Ce qui ne va pas fonctionner.
En effet, au début de La Genèse des Daleks, on apprend que la trajectoire du Docteur et de ses compagnons a été dérivée par les Seigneurs du Temps. Ils atterrissent donc sur Skaro, au moment de la création des Daleks. Les Seigneurs du Temps exigent du Docteur qu'il empêche la création des Daleks. Ils rencontrent donc Davros, le créateur des Daleks, et son équipe de scientifiques, en pleine guerre contre les Thals. Le Docteur et ses compagnons sont faits captifs, mais le Seigneur du Temps refuse de tuer les Daleks, pensant aux conséquences de cet acte. Il retarde donc leur création d'un millénaire environ, et fuit avec Sarah et Harry en utilisant un anneau donné par les Seigneurs du Temps.
Dans le dernier épisode de la saison, Revenge of the Cybermen, ils sont de retour sur la station Nerva, mais le TARDIS a disparu, et ils doivent attendre son retour. Pendant ce temps, les Cybermen tentent de prendre le contrôle de la station, et ce dans l'unique but de détruire la planète Voga, planète d'or.

### Saison 20 (1983)
Le Quatrième Docteur réapparait aux côtés de Romana dans l'épisode spécial The Five Doctors, célébrant les 20 ans de la série. Dans cet épisode, ils se retrouvent enfermés dans un vortex temporel.

### Dimensions in Time(1993)
L'épisode Dimensions in Time, célébrant le 30e anniversaire de la série. Malgré le fait que le caractère canonique de l'épisode soit remis en question, on peut y voir les Troisième, Quatrième, Cinquième, Sixième et Septième Docteurs affronter la Rani avec leurs compagnons. La Rani a piégé les Docteurs et leurs compagnons dans une boucle temporelle de 20 ans dans le quartier fictif d'Albert Square (de la série EastEnders), les forçant à changer constamment d'apparence et d'époque.

### Le Jour du Docteur(2013)
Tom Baker réapparaît dans Le Jour du Docteur, l'épisode spécial célébrant le 50e anniversaire de la série. À la fin de l'histoire, le onzième Docteur rencontre le mystérieux conservateur du musée (future version du Docteur ayant repris l'apparence du quatrième Docteur mais plus âgé). Le conservateur dit au Docteur que le titre réel du tableau n'est ni Plus jamais, ni La Chute de Gallifrey, mais simplement La chute de Gallifrey, plus jamais. Le Docteur en déduit que le plan pour sauver Gallifrey a fonctionné, et qu'à présent il lui faut retrouver sa planète natale et les Seigneurs du Temps.

## Personnalité et apparence

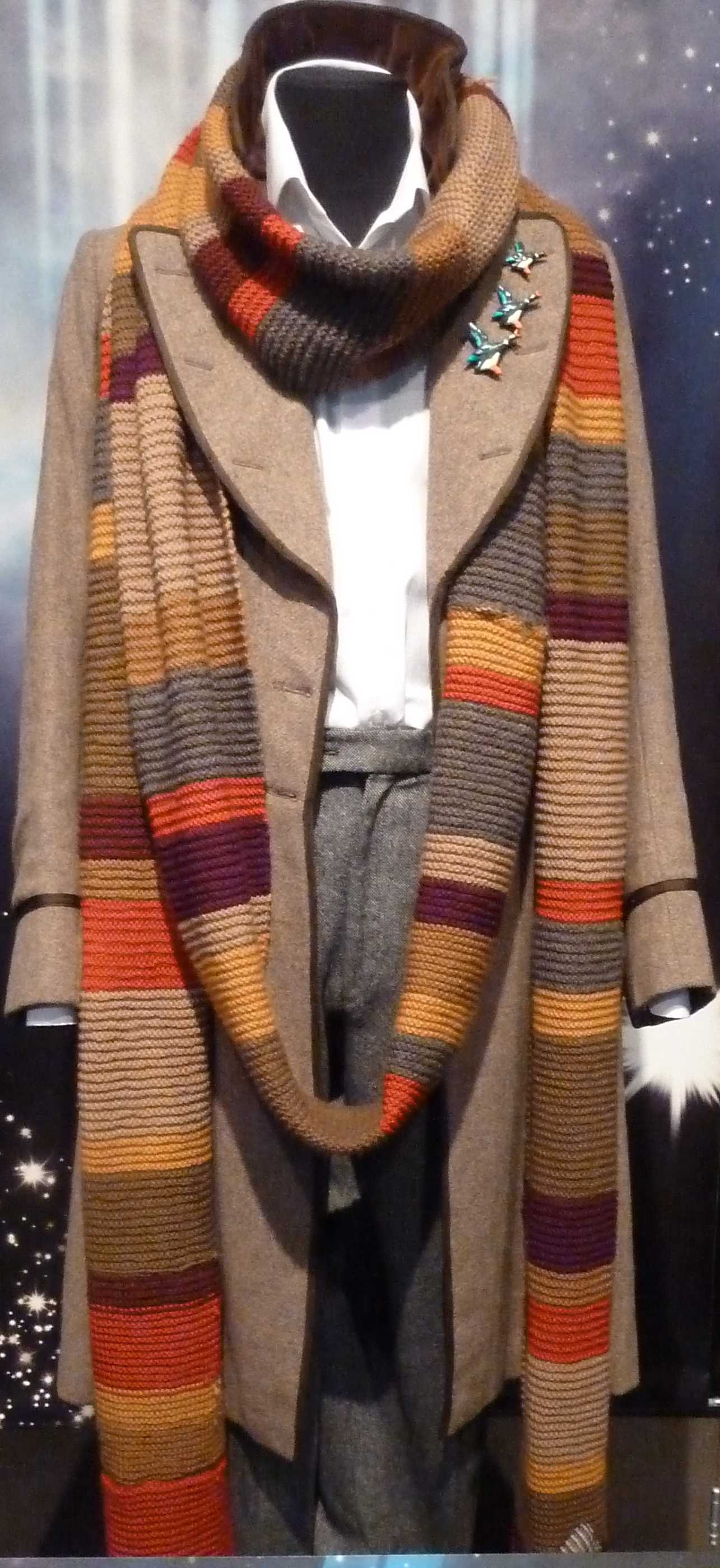
Le costume du Quatrième Docteur utilisé des saisons 12 à 17, en exposition à la Doctor Who Experience.

### Apparence
Le Quatrième Docteur était un homme de très grande taille, aux yeux bleus, et aux cheveux bruns très bouclés. La tenue qu'il porte constamment au cours des saisons 12 à 17 est constituée d'une chemise blanche, d'un gilet, un pantalon et une redingote.
Selon Tom Baker, l'idée de la longue écharpe venait du designer James Acheson. Ne connaissant que très peu de choses en tricot, il s'est procuré une énorme quantité de laine de différentes couleurs, et a demandé à Begonia Pope, une de ses amies, d'en faire une écharpe riche en couleurs. À cause d'une incompréhension mutuelle, elle a utilisé toute la laine, ce qui a donné naissance à cette écharpe fort longue, mais désormais iconique.
La longue veste est parfois soumise à quelques modifications : le blazer rouge bordeaux est utilisé pendant la saison 12, la veste marron foncé est utilisée lors des histoires plus sombres, et la veste gris clair est utilisée lors des histoires où il y a plus d'action. Dans The Talons of Weng-Chiang, il porte un costume inspiré par Sherlock Holmes.
Tom Baker et l'équipe de production révèlent que le style vestimentaire du Quatrième Docteur est inspiré des peintures et posters d'Aristide Bruant par son ami Henri de Toulouse-Lautrec.

## Casting et réception

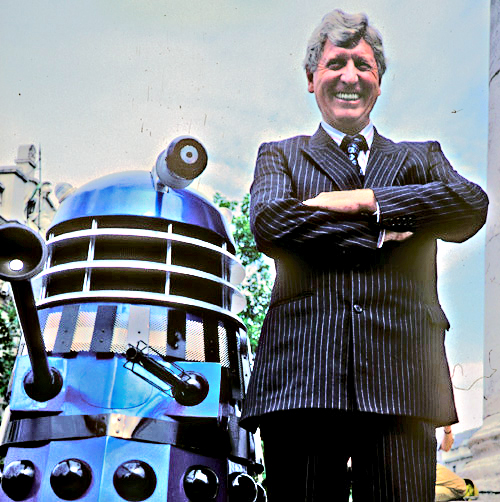
Tom Baker, interprète du 4e Docteur, lors d'un photocall à Trafalgar Square en 1991

### Casting
À la suite du décès de son ami Roger Delgado, qui jouait le Maître, Jon Pertwee, qui incarne le Troisième Docteur, décide de quitter la série au terme de la saison 11 de 1974. En février de la même année, Tom Baker écrit une lettre à William Slater, réalisateur avec qui il avait travaillé sur The Millionaires en 1972, car il cherche un rôle, n'arrivant pas à subvenir à tous ses besoins. Slater assiste à des réunions à la BBC dont le sujet était le casting du nouveau Docteur à la suite du départ de Jon Pertwee. Il parle alors de Tom Baker à Barry Letts, producteur-exécutif de l'époque, qui accepte de le rencontrer autour d'une bière. Le lendemain, il propose à Tom Baker d'incarner le Quatrième Docteur, alors que ce dernier venait d'être recruté comme ouvrier sur un chantier. Dans son autobiographie, Tom Baker avoue avoir eu envie de révéler à tout le monde son casting, mais qu'il n'osait pas.
En 1981, soit sept ans après sa première saison, il est annoncé que Tom Baker quitte le rôle à l'issue de la saison 18. Il dit lui-même être désolé d'être resté si longtemps, et s'avoue étonné de la façon dont sa démission a été acceptée. Il est révélé plus tard qu'il est parti à la suite de désaccords scénaristiques avec John Nathan-Turner, qui voulait opérer beaucoup de changements à son arrivée au poste de producteur-exécutif en 1981,. Il sera remplacé par Peter Davison, qui jouera le Cinquième Docteur de 1982 à 1984.

### Réception
L'annonce du casting de Tom Baker pour le rôle du Quatrième Docteur a suscité une certaine surprise, notamment chez ses collègues de travail (il venait d'être recruté sur un chantier).
Au sein de la série, le Quatrième Docteur est très souvent considéré comme l'incarnation la plus connue et la plus populaire de la série classique (c'est-à-dire de 1963 à 1996),. Sur une échelle internationale, il est également connu : en Italie comme en France, très peu d'épisodes ont été diffusés. Les seuls épisodes diffusés sont ceux du Quatrième Docteur,. C'est souvent ce Docteur qui est représenté de la série dans d'autres séries télévisées : The Simpsons, Futurama, etc.

## Apparitions dans la série
- 1974 : Planet of the Spiders
- 1974-1975 : Saison 12
- 1975-1976 : Saison 13
- 1976-1977 : Saison 14
- 1977-1978 : Saison 15
- 1978-1979 : Saison 16
- 1979-1980 : Saison 17
- 1980-1981 : Saison 18
- 1983 : The Five Doctors
- 1993 : Dimensions in Time
- 2013 : Le Jour du Docteur
- 2024 : L'Empire de Mort (Images d'archives)